# Toussaint Rouge
Toussaint Rouge (en francés: [tusɛ̃ ʁuʒ] , «Día de Todos los Santos rojo»), también conocido como inicio de la insurrección argelina es una serie de 70 ataques cometidos por militantes del Frente de Liberación Nacional (FLN) que tuvieron lugar el 1 de noviembre de 1954 (la festividad católica del Día de Todos los Santos) en la Argelia colonizada por Francia. Además, se toma como la fecha del inicio de la guerra de Independencia de Argelia que duró hasta 1962 y condujo a la victoria argelina.

## 1 de noviembre de 1954
El 1 de noviembre de 1954 es una fecha que guarda una gran relevancia en la historia contemporánea de Argelia, marcando el inicio de lo que sería un proceso de descolonización del dominio colonial francés. A partir de este momento, en Argelia se libraría una Guerra de Independencia que se prolongará por casi ocho años hasta alcanzar la victoria argelina en 1962. Este día es conocido en el país magrebí como la Toussaint Rouge puesto que coincidió con el Día de Todos los Santos.
La lucha por la independencia comenzó con la ejecución de varios ataques a lo largo del territorio argelino, coordinados y planificados por el Frente de Liberación Nacional (FLN), un partido y grupo revolucionario que surgió con el objetivo de organizar la acción política que desembocase en el fin de la colonización francesa y la proclama de autodeterminación y soberanía del pueblo argelino sobre su tierra. El 1 de noviembre de 1954, la resistencia política seguida hasta el momento se transformaría en una batalla por la liberación argelina de la dominación francesa, que no solo sería clave para la configuración de la identidad nacional de Argelia, sino que sería fuente de inspiración para futuras luchas descolonizadoras por el resto del mundo colonial. 

## Contexto y Antecedentes Históricos
Antes de 1954, el territorio argelino había sido adherido de manera integral al Imperio francés, considerándose éste una extensión misma de la metrópolis y no únicamente una colonia. El dominio francés sobre Argelia inició en 1830 y, desde entonces, se desarrolló todo un proceso colonizador marcado por un segregacionismo étnico que privilegiaba a los colonos europeos -conocidos como pieds-noir- en detrimento de la mayoría nativa.  Estos pieds-noirs se encontraban en la cima de la pirámide social impuesta por la colonización, gozando de todos aquellos derechos que fueron negados a las comunidades nativas. Asimismo, la asimétrica distribución de recursos, así como la monopolización de las tierras fértiles a manos de los colonos forzaba a la población nativa a unas estrictas condiciones de pobreza, precariedad y marginalización en múltiples ámbitos de la vida bajo la ocupación colonial. 
Desde inicios del siglo XX, y con la consolidación de la colonización europea, en diferentes contextos temporales y espaciales argelinos surgieron movimientos nacionalistas con tal de poner fin a la dominación exterior y reclamar su soberanía nativa. Varias fueron las organizaciones que nacieron como forma de canalizar el deseo de la descolonización, como fue la Estrella Norteafricana, fundada en la década de 1920 y liderada por figuras revolucionarias como Messali Hadj.  Sin embargo, estos objetivos fueron frustrados de forma sistemática a través de la represión francesa, respondiendo de manera violenta y punitiva con aquellas voces no alineadas con la política de la ocupación. Muchos fueron los ejemplos de las persecuciones políticas, como la brutal respuesta francesa a las protestas argelinas en Sétif y Guelma en 1945, cuando miles de civiles fueron asesinados por las fuerzas de la ocupación francesas. Estos levantamientos se organizaron a modo de celebración del fin de la Segunda Guerra Mundial. El asesinato de los miles de argelinos dejó un claro mensaje en el tejido político argelino más revolucionario: cualquier intento de reforma pacífica encontraría una clara respuesta sangrienta por parte de la fuerza colonial. Por ello, rápidamente entendieron que la única forma de alcanzar la descolonización sería a través de las armas.
En un contexto político tan marcado por la dominación, la desigualdad y la violencia colonial, a ojos de los revolucionarios argelinos la lucha armada surgió como la vía más realista para revertir la escala de dominación impuesta desde París. A inicios de 1950, el Frente de Liberación Nacional, FLN, nacía como la principal organización que aglutinaba la visión de confrontar al poder colonial mediante la acción armada como método de descolonización, superando así las frustraciones que se habían ido acumulando mediante métodos más pacíficos e ineficaces. Estos fallidos intentos por reclamar la soberanía de los pueblos nativos a las tierras argelinas fueron el caldo de cultivo donde se desarrollaría el estallido del proceso descolonizador tomando el Toussaint Rouge como punto de partida. Para Frantz Fanon: "La Revolución argelina se propone la liberación del territorio nacional, y la muerte de este conjunto, y la elaboración de una nueva sociedad".

## Desarrollo de los acontecimientos
La Toussaint Rouge tuvo lugar el 1 de noviembre de 1954, dando inicio al proceso de Independencia argelina. El Frente de Liberación Nacional tuvo un papel protagonista como planificador y coordinador de la revolución. La organización fue fundada en 1954 como heredera del antiguo MTLD-PPA, y consolidándose en poco tiempo como la principal fuerza anticolonial argelina, lo que a su vez influyó en las directrices de los demás partidos políticos nacionalistas.
Bajo la organización del FLN se planificó atentamente los acontecimientos que tendrían lugar dicho 1 de noviembre de 1954 con tal de garantizar el éxito de la operación y consolidar la capacidad de acción de la nueva fuerza política. Por ello, desde la clandestinidad se delimitaron los ataques simultáneos que tendrían lugar a lo largo del territorio colonizado. Estos ataques tenían dos claros objetivos: golpear los principales espacios simbólicos y estratégicos de la potencia colonial como fueron edificios militares o administrativos, así como demostrar la capacidad de alcance que el movimiento de independencia argelino tendría a partir de ese momento hasta alcanzar la liberación nacional. La elección de este día como el día del inicio de la revolución se debió a que coincidía con el Día de Todos los Santos, una festividad de gran relevancia dentro del mundo cristiano, lo que garantizaba la menor vigilancia por parte de los colonos franceses.
El 1 de noviembre de 1954 el FLN proclamó: "[...]Nuestro propósito al difundir la presente proclamación es iluminarte sobre las razones profundas que nos han impulsado a actuar, exponiéndote nuestro programa, el sentido de nuestra acción y la legitimidad de nuestras ideas, cuyo objetivo sigue siendo la independencia nacional en el marco del norte de África. [...] Los acontecimientos de Marruecos y Túnez son, en este sentido, significativos y marcan profundamente el proceso de lucha por la liberación del norte de África. (Cabe destacar en este ámbito que, desde hace mucho tiempo, hemos sido precursores de la unidad en la acción, lamentablemente nunca realizada entre los tres países). [...] "El Frente de Liberación Nacional tendrá dos tareas esenciales que perseguir desde el inicio y de manera simultánea: una acción interna tanto en el plano político como en el ámbito de la acción misma, y una acción externa con el apoyo de nuestros aliados naturales para convertir el problema argelino en una realidad para el mundo entero. Esta es una tarea aplastante que requiere la movilización de todas las energías y recursos nacionales. Es cierto, la lucha será larga, pero el desenlace es seguro". Además de empujar a la movilización interna para poner fin a la colonización, la proclamación de la FLN llamaba a la internacionalización de la cuestión argelina, la unidad natural árabe-musulmán, así como la afirmación de su simpatía hacia todas las naciones que apoyaran su cuestión anti-colonial.
Los golpes argelinos iniciaron en las primeras horas del Día de Todos los Santos, cuando el FLN lanzó sus primeros ataques contra diversos objetivos marcados como estratégicos, causando una sorpresa total para las autoridades coloniales. Estos comprendían edificios como comisarías, cuarteles militares o almacenes de armas. Organizados en pequeñas células, los insurgentes detonaron explosiones en varias de estas infraestructuras coloniales, así como emboscadas a patrullas militares francesas por todo el territorio dominado por los franceses. En total, 70 ataques fueron ejecutados por el Ejército de Liberación Nacional (ALN), el brazo armado del FLN, causando varias bajas entre las fuerzas militares y la policía local francesa. Horas después de los ataques, el Frente de Liberación Nacional emitió un manifiesto público en el que exigía la independencia total de Argelia.
Los franceses fueron quienes introdujeron el uso del término "terrorista" para describir las acciones del FLN contra su país. Sin embargo, los líderes argelinos rechazaban esta interpretación, declarando que se trataba de "la continuación de la lucha por todos los medios hasta la realización de nuestro objetivo, conforme a los principios revolucionarios". El 31 de octubre, el ALN dirigió un llamado a los argelinos para que apoyaran de todas las formas posibles a sus compatriotas combatientes, considerándolo un deber tanto islámico como patriótico. Según ellos, contribuir a la causa era una obligación, mientras que mantenerse al margen representaba un acto de traición nacional.
Pese al impacto y sorpresa inicial para los franceses, la magnitud de las acciones no fue tan significativa como se había planeado. En el transcurso de dos semanas, las fuerzas de seguridad lograron desmantelar una célula de combatientes del FLN en Argel, debilitando temporalmente la insurrección. En aquel momento, nada parecía presagiar que se trataba del comienzo de una prolongada guerra, y los eventos apenas fueron mencionados en los principales periódicos de Francia. Además, la respuesta francesa fue instantánea y rotundamente contraria a los objetivos argelinos. Mendes-France tras el 1 de noviembre de 1954 sobre Argelia: “los departamentos de Argelia son una parte de la república francesa. Son franceses de una manera irrevocable. [...] Afirmo que la comparación con Túnez o Marruecos es falsa y peligrosa. Son Francia”.

## Zonas afectadas
En Argel, en la madrugada del 1 de noviembre de 1954, alrededor de la 1 de la mañana, tres explosiones en la Radio, la compañía de Gas de Argelia y las instalaciones de Petróleos Mory sacudieron la ciudad. Aunque las explosiones causaron daños menores y algunas bombas caseras ni siquiera detonaron, la declaración de guerra por parte del FNL dejó sorprendida a la élite militar colona. En el departamento de Orán, hubo ataques a granjas, algunas cosechas quemadas y postes telegráficos derribados. En la región de Mitidja, cuna de la colonia francesa, los ataques a las guarniciones de Boufarik y Blida fueron repelidos con facilidad. La situación fue más grave en Cabilia, donde hubo un muerto y se incendiaron importantes almacenes de corcho y tabaco. En el departamento de Constantina, conocido por su resistencia a la dominación francesa, especialmente en la región de los montes Aurès, los informes franceses recogían que varios asaltos sangrientos dejaron bajas dentro de los franceses.
En su conjunto, los ataques argelinos dejaron un saldo de ocho muertos, cuatro heridos y daños materiales significativos. Aunque los resultados no fueron óptimos para alcanzar la independencia instantánea, este fue el punto de partida de una guerra por la liberación nacional del pueblo argelino de la dominación europea. El mensaje que se trasladó a las autoridades coloniales fue conciso: la lucha armada sería la forma con la que Argelia alcanzaría su independencia.

## La táctica de guerra de guerrillas
La táctica emprendida durante las primeras horas del 1 de noviembre de 1951 marcaría la nuevas tácticas que continuarán las milicias argelinas para hacer frente a los franceses, quienes pese a no ser mayores en número, poseían una gran fuerza militar. En el transcurso de la guerra contra Francia, el Frente de Liberación Nacional (FLN) y su brazo armado, el Ejército de Liberación Nacional (ALN), implementaron una estrategia de guerra de guerrillas tanto en zonas rurales como urbanas. Esta táctica bélica permitía desgastar al ejército francés a la vez que debilitar las estructuras de poder de las autoridades de la ocupación sin involucrarse en enfrentamientos abiertos que pudieran resultar en derrotas para los argelinos.
El uso de la guerrilla rural se centraba en zonas montañosas y de difícil acceso, como la región de la Cabilia y las áreas montañosas del Aurès, donde los combatientes podían esconderse y moverse con facilidad. En estas áreas, la ALN aprovechaba su conocimiento del terreno para realizar emboscadas, sabotajes y ataques relámpagos contra las fuerzas coloniales.
Por otro lado, la guerrilla urbana se desplegaba principalmente en ciudades como Argel, donde las células del FLN realizaban operaciones de infiltración, ataques sorpresa y actos de sabotaje, lo que incluía atentados con explosivos para sembrar el miedo entre la población colona. Estas acciones urbanas también tenían el objetivo de generar un clima de inseguridad y hacer visible la capacidad del movimiento insurgente de operar en el corazón mismo de los centros administrativos y logísticos coloniales. Aunque Francia movilizó a casi un millón de tropas para hacer frente a la guerra de guerrillas argelina, el desarrollo de la guerra tuvo un carácter más diplomático.

## El papel de España después del Toussand Rouge
La revolución anticolonial tras la Toussaint Rouge capturó rápidamente interés dentro del panorama internacional, donde intereses geopolíticos empujaron a varios gobiernos a prestar atención a lo que ocurría en la arena argelina. El gobierno franquista tuvo un interés bastante particular, tanto por la anterior presencia española en el norte de Argelia, como por las tensiones con Francia por el protectorado marroquí. Dentro de este marco, la política exterior española estuvo orientada hacia el mundo árabe como una oportunidad, entre otras cosas, de ejercer presión sobre la República francesa.
Desde 1954, el régimen franquista demostró apoyar tanto directa como indirectamente al Frente de Liberación Nacional en su guerra contra Francia, un apoyo que cada vez quedaría más intensificado con el desarrollo de la lucha armada. La prensa española, controlada por las autoridades franquistas, se convirtió en un arma propagandística del régimen para criticar la presencia francesa en el Norte de África. Sin embargo, el apoyo del gobierno franquista no quedó limitado a la ayuda propagandística. Las tropas del ejército y el servicio de inteligencia franquista, conocido como la Segunda Bis, proporcionaron apoyo logístico al FLN, aprovechando los conocimientos que España había adquirido en sus continuos intentos de dominar la región norteafricana. Esta asistencia fue especialmente valiosa en las primeras etapas de la guerra, cuando el FLN tenía unos recursos muy escasos y carecía del respaldo internacional que más tarde pasaría a recibir.
Asimismo, la posición del gobierno franquista en Argelia también respondió a una estrategia diplomática más amplia. Tras la independencia de Marruecos en abril de 1956, Franco declaró: «El Imperio marroquí habiendo recobrado el derecho a decidir su porvenir, es posible vislumbrar un mañana en el que la emancipación de otros pueblos mediterráneos y su evolución económica y cultural permitan a las naciones ribereñas de nuestro mar latino defender y salvaguardar, por sí mismas, en paz y harmonía, el orden y la libertad de sus relaciones». Sin citar directamente la guerra por la descolonización que estaba dando lugar en Argelia, el gobierno franquista enunciaba públicamente su posicionamiento pro-árabe en la región mediterránea.
Este apoyo a la independencia de Argelia era también una manera de proyectar una imagen de la España franquista de solidaridad con los movimientos anticoloniales, lo que incrementaba la legitimidad de España en la arena internacional, especialmente tras los Pactos de Madrid de 1953 y su ingreso en la ONU en 1955. Este posicionamiento permitió a Franco estrechar lazos con los nuevos Estados árabes, mejorando las relaciones diplomáticas y reforzando la presencia española en el Mediterráneo.

## Tras laToussaint Rouge
A partir del 1 de noviembre de 1954, se daría inicio a la guerra por la independencia de Argelia. Los ataques coordinados por el Frente de Liberación Nacional (FLN) contra posiciones estratégicas francesas desencadenaron una respuesta inmediata de la administración colonial, reprimiendo violentamente la insurrección, incluyendo arrestos masivos y torturas. Sin embargo, la represión colonial radicalizó a amplios sectores de la población argelina, consolidando al FLN como el principal representante del movimiento independentista, sobre todo a partir de 1956.
El FLN adoptó tácticas de guerrilla y estableció redes de apoyo político y logístico, logrando expandir sus operaciones por todo el territorio, desde las áreas rurales hasta las ciudades. Este crecimiento organizativo consolidó su posición como líder del movimiento nacional. Al mismo tiempo, las repercusiones del 1 de noviembre comenzaron a resonar a nivel internacional, siendo uno de los eventos con mayor impacto en las luchas de liberación de los pueblos colonizados. Países como Egipto, bajo el liderazgo de Gamal Abdel Nasser, ofrecieron respaldo político y ayuda logística al FLN convirtiéndose en uno de sus aliados.
Durante los siguientes ocho años, Argelia fue escenario de una guerra brutal, caracterizada por enfrentamientos armados, represalias masivas y una represión extrema por parte de Francia, quedó casi medio millón de argelinos asesinados. Sin embargo, el FLN no cesó en su lucha anti-colonial que culminó en 1962 con la firma de los Acuerdos de Évian y la independencia de Argelia. El sacrificio de miles de vidas dejó una profunda marca en su identidad nacional, y la fecha del 1 de noviembre se convirtió en un símbolo de resistencia pero también de unidad.
Hoy, el 1 de noviembre se conmemora a nivel nacional e internacional como el día del inicio de la Revolución argelina por la independenciay es un recordatorio del sacrificio de quienes lucharon por la libertad del país. Monumentos como el Maqam Echahid en Argel simbolizan el sacrificio de los mártires por la independencia.

## Citas
1. ↑  «La Toussaint rouge. 1 de noviembre de 1954». jeanyvesthorrignac.fr (en francés). Consultado el 6 de febrero de 2023.
2. ↑  Segura i Mas, A (1994). El Magreb: del colonialismo al islamismo. Barcelona: Universitat de Barcelona. p. 171.
3. ↑  Ybarra, M (1999). «La Argelia Independiente: entre el socialismo y el fundamentalismo religioso». Anales de Historia Contemporánea, 15: 55-73.
4. ↑  Segura i Mas, A (1994). El Magreb: del colonialismo al islamismo. Barcelona: Universidad de Barcelona. p. 107.
5. ↑  Vilar, J (1998). «La guerra de Argelia». En Historia Universal del siglo XX. Tomo 28. Madrid: Historia 16.
6. ↑  Ybarra , M. (1999). “La Argelia independiente: entre socialismo y el fundamentalismo religioso”. Anales de Historia Contemporánea, 15, pp. 57-60
7. ↑  Ybarra, M (1999). «La Argelia Independiente: entre el socialismo y el fundamentalismo religioso». Anales de Historia Contemporánea, 15: 58
8. ↑  Hernández, F (2020). «Sobre ruidos y furias: un recorrido por la violencia del Novecientos europeo.». Conciencia-Social, 4.: 155-164.
9. ↑  Peyroulou, J. (2012). “Les massacres du Nord-Constantiois de 1945, un événement polymorphe”, en Bouchène, A. et al. (eds.), La guerre d´Algérie, París, Pluriel, pp. 502-508.
10. ↑  Alejandro, F (2013). «Argelia: Un ejemplo para las colonias francesas de África. Independencia y primeros años hasta 1992». Universidad Autónoma de Aguascalientes: 44.
11. ↑  Alejandro, F (2013). «Argelia: Un ejemplo para las colonias francesas de África. Independencia y primeros años hasta 1992». Universidad Autónoma de Aguascalientes. PMID 45.
12. ↑  Fanon, F. (1973). Por la revolución africana. Fondo de Cultura Económica, Colección Popular Tiempo Presente, México, p. 69.
13. ↑  Algora Weber, M. (2006). «Argelia en la política exterior del régimen de Franco: Continuidad o ruptura en la tradicional amistad hispano-árabe», en Pereira Castañedas, Juan Carlos (dir.), Del aislamiento a la apertura: la política exterior de España durante el franquismo, Comisión Española de Historia de las Relaciones Internacionales, Madrid, p. 255.
14. ↑  Ferro, M. (2005). “Argelia: del colonialismo a la víspera de la insurrección”, en Ferro, M. (dir.), El libro negro del colonialismo. Siglos XVI  al XXI: del exterminio al arrepentimiento, Madrid, La Esfera de los Libros, pp. 597-609.
15. ↑  Voinot Meissner, P. (2014). La descolonización de Argelia (Trabajo de Fin de Grado). Universidad de Cantabria, Facultad de Filosofía y Letras, p. 26.
16. 1 2  Connelly, M. (2002) A diplomatic revolution: Algeria’s fight for independence and the origins of the post-cold war era. New York: Oxford University Press, p. 69.
17. ↑  Connelly, M. (2002) A diplomatic revolution: Algeria’s fight for independence and the origins of the post-cold war era. New York: Oxford University Press, p. 74.
18. ↑  Voinot Meissner, P. (2014). La descolonización de Argelia (Trabajo de Fin de Grado). Universidad de Cantabria, Facultad de Filosofía y Letras.
19. ↑  Pervillé, G. (1993). Le terrorisme dans la guerre d'Algérie (1954-1962). En C.-R. Ageron (Ed.), L'Algérie des Français.
20. ↑  Ybarra, M (1999). «La Argelia Independiente: entre el socialismo y el fundamentalismo religioso». Anales de Historia Contemporánea, 15: 55-73, p. 64.
21. ↑  Algora Weber, M. (2006). «Argelia en la política exterior del régimen de Franco: Continuidad o ruptura en la tradicional amistad hispano-árabe», en Pereira Castañedas, Juan Carlos (dir.), Del aislamiento a la apertura: la política exterior de España durante el franquismo, Comisión Española de Historia de las Relaciones Internacionales, Madrid.
22. ↑  Documentos Diplomáticos Franceses (DDF), 1954. Vol. I, n/ 313, pag. 648; Informe del Ministro Fouchet. 4/11/54.
23. 1 2 3  Droz, B. y Lever, E. (1982). Histoire de la guerre d´Algérie, 1954-1962. París: Seuil.
24. ↑  Courrière, Y. (1990). La Guerre d'Algérie. Vol. 1: 1954-1957, Les Fils de la Toussaint, Le Temps des léopards (3ª parte: «L'insurrection», pp. 302-308, 312-317). París: Robert Laffont, colección Bouquins.
25. 1 2  Ybarra , M. (1999). “La Argelia independiente: entre socialismo y el fundamentalismo religioso”. Anales de Historia Contemporánea, 15.
26. ↑  Connelly, M. (2002) A diplomatic revolution: Algeria’s fight for independence and the origins of the post-cold war era. New York: Oxford University Press.
27. ↑  Droz, B. y Lever, E. (1982). Histoire de la guerre d´Algérie, 1954-1962. París: Seuil.
28. ↑  Rivas Nieto, P. (2010). “La política de las armas. Conflicto armado y política en tiempos de insurrección”. Enfoques, 13, pp. 34-42.
29. ↑  Voinot Meissner, P. (2014). La descolonización de Argelia (Trabajo de Fin de Grado). Universidad de Cantabria, Facultad de Filosofía y Letras, p. 60.
30. ↑  Dulphy, A. (2018). «La guerra de Argelia y sus repercusiones en España» en Eloy Martín Corrales y Josep Pich Mitjana (eds.), La guerra de independencia de Argelia y sus repercusiones en España. Barcelona: Bellaterra.
31. ↑  Vidal Muñoz, M. (2021). El papel de España al inicio de la Guerra de Argelia (1954-1956). Historia Contemporánea, 66, pp. 528.
32. ↑  Dulphy, A. (2018). «La guerra de Argelia y sus repercusiones en España» en Eloy Martín Corrales y Josep Pich Mitjana (eds.), La guerra de independencia de Argelia y sus repercusiones en España. Barcelona: Bellaterra, p. 11.
33. ↑  Otero, M. (1996). L’Algérie dans les relations franco-espagnoles 1954-1964, [Trabajo de fin de Máster], Institut d’Études Politiques, Paris.
34. ↑  Vidal Muñoz, M. (2021). El papel de España al inicio de la Guerra de Argelia (1954-1956). Historia Contemporánea, 66, pp. 523-556.
35. ↑  Ybarra, M (1999). «La Argelia Independiente: entre el socialismo y el fundamentalismo religioso». Anales de Historia Contemporánea, 15: 63.
36. ↑  Connelly, M. (2011). L´arme secrète du FLN: comment de Gaulle a perdu la guerre d´Algérie. París: Payot et Rivages, pp. 132-133.
37. ↑  Stora, B. (2004). Histoire de la guerre d´Algérie, 1954-1962. Paris: La Découverte, p. 90.
38. ↑  Embajada de Argelia en España. (n.d.). Celebración del 68 aniversario del inicio de la revolución del 1 de noviembre de 1954. Recuperado de http://www.emb-argelia.es/index.php/235-celebracion-del-68-aniversario-del-inicio-de-la-revolucion-del-1-de-noviembre-de-1954
39. ↑  Ecured. (n.d.). Memorial de los Mártires en Argel. Recuperado de https://www.ecured.cu/Memorial_de_los_M%C3%A1rtires_en_Argel